# Garry Howatt
Garry Robert Charles „Toy Tiger” Howatt (Kanada, Alberta, Grand Center, 1952. szeptember 26. –) kanadai profi jégkorongozó.

## Pályafutása
Komolyabb junior karrierjét a WCJHL-es Victoria Cougars kezdte 1971-ben majd átigazolt a Flin Flon Bombersbe. Az 1972-es NHL-amatőr drafton a New York Islanders kiválasztotta a 10. kör 144. helyén. 
Felnőtt pályafutását az Islandersben kezdte a draft után, ám a szezon nagy részét az American Hockey League-es New Haven Nighthawksben töltötte. Az Islandersben 1981-ig játszott és tagja volt a kezdődő dinasztiának. Két Stanley-kupa győzelemben vett részt 1980-ban és 1981-ben. A csapatban több rekordot is tartott, mit verekedő, szabályatalankodó játékos. Folyamatosan 200 perc körül vagy fölött voltak a büntetéspercei a szezonok során. 
New York-i pályafutása alatt több sérülése is volt: törés, szalagszakadás stb. 1981-ben a Hartford Whalersbe került és ekkor játszotta élete szezonját 50 ponttal és 242 perc büntetéssel. Pénzügyi viták miatt tovább igazolt a New Jersey Devilsbe de sérülések miatt nem játszott sokat, valamint az AHL-es Wichita Windről is leküldték. Utolsó szezonjában 1984-ben 6 mérkőzést a Devilsben töltött, majd az AHL-es Maine Marinersnél fejezete be pályafutását, mint Calder-kupa győztes.

## Díjai
- Stanley-kupa: 1980, 1981
- Calder-kupa: 1984

## Érdekességek
14 éves kora óta epilepsziában szenved de gyógyszerekkel jól kezelik. 1983. január 15-én egy NHL-mérkőzésen ő volt a vonalbíró, mert épp hóvihar tombolt és a bírók nem tudtak eljönni, ő pedig sérült volt, így tudta vállalni a mérkőzés vezetését.